# Adelheid von Sulmetingen
Adelheid von Sulmetingen, geborene Nieß (geboren 1330 in Ulm; gestorben 1400) war eine deutsche Stifterin und Philanthropin.

## Leben
Adelheid Nieß stammte aus dem Hause einer wohlhabenden Ulmer Bürgerfamilie; ihre Eltern waren Konrad und Adelheid Nieß. Ihre erste Ehe schloss sie mit dem Adligen Rudolf von Sulmetingen. Nach dessen Tod heiratete sie den Ulmer Patrizier Heinrich Krafft, einen Bruder von Ludwig Krafft, der Bürgermeister von Ulm war.

## Soziales Engagement
Adelheid von Sulmetingen verfügte über zahlreiche gesellschaftliche und geschäftliche Beziehungen. Sie war großzügig und sozial engagiert, was sich durch zahlreiche Stiftungen nachweisen lässt: Nach dem Tod ihres Vaters stiftete sie 1386 den sogenannten Sulmetinger Altar für das Ulmer Münster, der seinen Platz am vierten Nordpfeiler des Mittelgangs hatte, aber im Zuge des reformatorischen Bildersturms im Jahr 1531 entfernt wurde.
Ein Jahr später erhielten 1387 die Geistlichen des Ulmer Münsters im Rahmen einer Stiftung Adelheids von Sulmetingen einen wertvollen Chormantel. Im Jahr 1393 stiftete sie den Ulmer Beginen zur Versorgung von Kranken das „Sulmetinger Seelhaus“, in dem später bis zur Reformation 1531 Schwestern des Franziskanerordens beheimatet waren. 1398 schenkte sie zusammen mit ihrem zweiten Ehemann dem Kloster Blaubeuren das Dorf Machtolsheim. In einer 1848 publizierten Sammlung von Ulmischen Privatstiftungen belegen 13 Urkunden die großzügigen und sozial engagierten Stiftungen von Adelheid von Sulmetingen.

## Gedenken
Im Jahr 2002 begann die Stadt Ulm mit der Aufstellung von Gedenkstelen für bedeutende Frauen der Ulmer Stadtgeschichte. Die Stele für Adelheid von Sulmetingen befindet sich an der Blaubrücke am Lautenberg in Ulm.